# 깍쟁이

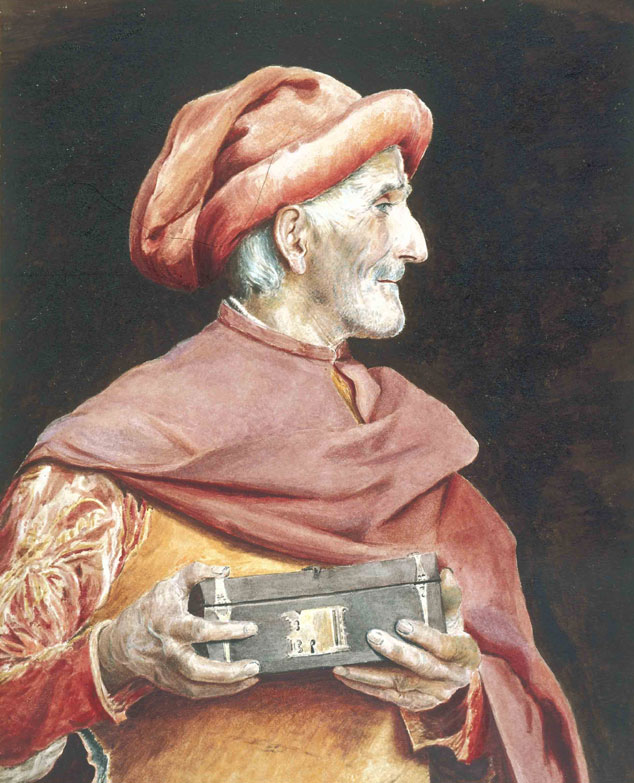

깍쟁이는 까다롭고 인색하며 자기 이익만 밝히고 남을 배려하지 않는 사람을 가리키는 말이다.

## 유래
본래 깍쟁이는 서울의 땅꾼과 뱀장수를 일컫는 말이었는데, 그들이 청계천 다리 밑이나 개울가에 움막을 짓고 살며, 엄격한 집단생활을 하면서 저잣거리에서 어리숙한 사람을 속이기도 했다고 한다. 거지를 부르는 말로 쓰여 '거지 깍쟁이'라는 말이 있다.

## 소설에서의 깍쟁이
- 푸른 바다의 전설 - 강서희 (황신혜) 준재 (이민호)의 새 어머니
- 에비니저 스크루지 - 소설 크리스마스 캐럴

## 같이 보기
- 거지
- 토막민